# آنتن فعال
آنتن فعال (به انگلیسی: active antenna) آنتنی است که شامل قطعات الکترونیکی فعال مانند ترانزیستور است، برخلاف اکثر آنتن‌هایی که فقط از اجزای غیرفعال مانند میله‌های فلزی، خازن‌ها و سلف‌ها تشکیل شده‌اند. طراحی آنتن‌های فعال به آنتن‌های با اندازه محدود اجازه می‌دهد تا محدوده فرکانسی (پهنای‌باند) وسیع تری نسبت به آنتن‌های غیرفعال داشته باشند، و اساساً در شرایطی استفاده می‌شود که آنتن غیرفعال بزرگتر یا غیرعملی است، مانند داخل یک رادیو قابل‌حمل یا روی یک وسیله نقلیه، یا غیرممکن مانند یک منطقه مسکونی حومه شهر با محدودیت در آنتن‌های بزرگ در فضای باز است.
بیشتر آنتن‌های فعال از یک آنتن معمولی کوتاه، مانند یک آنتن شلاقی کوچک تشکیل شده‌اند که به یک جزء فعال (معمولاً فِت) متصل است. مدار فعال تضعیف سیگنال ناشی از عدم تطابق بین اندازه آنتن و طول‌موج سیگنال را جبران می‌کند. مدار فعال از یک طبقه مبدل امپدانس و یک طبقه تقویت‌سازی اختیاری تشکیل شده است. این چیدمان به ویژه برای ساخت آنتن‌های فرکانس پایین که به دلیل نیازهای بودجه ای، مکانی یا عملی باید فشرده نگه داشته شوند مفید است.
برق اجزای فعال ممکن است توسط باتری‌ها، منبع تغذیه فیلترشده، یا از طریق خود تغذیه‌گر سیگنال (تغذیه فانتوم) تأمین شود. آنتن‌های حاوی طبقات تبدیل‌ساز امپدانس فعال و (به صورت اختیاری) تقویت‌کننده معمولاً فقط برای دریافت استفاده می‌شوند، زیرا عملکرد چنین طبقاتی تک‌جهته است.